# Paschasius Radbertus
Paschasius Radbertus (Soissons, 785 - Corbie, 865), was een Frankisch benedictijnse monnik, theoloog en abt van Corbie. 
Radbertus Paschasius schreef in de eerste helft van de 9e eeuw, tijdens de Karolingische tijd, verschillende theologische verhandelingen, uiteenzettingen en biografieën. Hij werd heilig verklaard. Zijn feestdag is 26 april.

## Leven
Sint-Paschasius Radbertus was eerst monnik en later abt van Corbie, een belangrijke abdij in de kleine stad Corbie in het huidige noorden van Frankrijk. Er is niets bekend over zijn familie, aangezien hij op zeer jonge leeftijd wees werd en werd achtergelaten op de trappen van het Sint-Mariaklooster in Soissons. Hij werd opgevoed door de nonnen in dit klooster. Met de nonnen had hij een goede relatie, vooral met de abdis, Theodrara. Theodrara was een zuster van Adalardus en Wala van Corbie, twee hooggeboren monniken (kleinzonen van Karel Martel en achterneven van Karel de Grote), die hij sterk bewonderde. Beide waren voorafgaand aan Paschasius abt van Corbie.
Op een vrij jonge leeftijd, rond 812, verliet Paschasius het klooster van de Heilige Maria om in de Abdij van Corbie als monnik te gaan dienen onder abt Adalardus van Corbie. Daar ontmoette hij ook Wala van Corbie, de broer van Adalardus en tevens diens opvolger. Tijdens de periode dat Adalardus en Wala abt waren, richtte Paschasius zich op het monastieke leven. Hij bracht zijn tijd door met studeren en lesgeven. Toen Adalardus in 826 stierf, steunde Paschasius Wala in zijn poging om de opvolger van Adalardus te worden.  
Na Wala's dood in 836 werd zijn medebroeder, Ratramnus van Corbie, abt van Corbie. Ratramnus had echter standpunten die tegengesteld waren aan die van Paschasius over een aantal kerkelijke kwesties. Ratramnus van Corbie schreef een weerlegging van de verhandeling van Paschasius over de Eucharistie, De corpore et Sanguine Domini, waarvoor hij exact dezelfde titel koos als Paschasius. Rond 844, na de dood van Ratramnus, werd Paschasius zelf abt. Hij oefende dit ambt een kleine tien jaar uit. Daarna bood hij zijn ontslag als abt aan en keerde hij terug naar zijn studies. 
Onmiddellijk na zijn ontslag, verliet hij Corbie voor de nabijgelegen Abdij van Saint-Riquier, waar hij enkele jaren in vrijwillige ballingschap doorbracht. De specifieke redenen voor zijn ontslag en ballingschap zijn onbekend, maar het is waarschijnlijk dat zijn daden werden ingegeven door factievorming binnen de monastieke gemeenschap; misverstanden tussen hemzelf en de jongere monniken waren waarschijnlijk een factor in zijn besluit. Voor zijn dood, tussen de jaren 859 en 865, keerde hij echter terug naar de abdij van Corbie. 
Het lichaam van Paschasius werd eerst begraven in de kerk van St. Jan in Corbie. Nadat er talrijke wonderen werden gemeld, gaf de paus echter opdracht om zijn stoffelijke resten over te brengen naar de kerk van Sint-Petrus in Corbie. 

## Voetnoten
1. ↑  Cabaniss, pag. 1
2. 1 2  Catholic Encyclopedia
3. ↑  Cabaniss, pag. 2-3
4. ↑  Matter, pg 149